# Битва при Клушине
Битва при Клушине 24 июня (4 июля) 1610 года — разгром русско-шведского войска под командованием Дмитрия Шуйского и Якоба Делагарди коронной кавалерией гетмана польного коронного Станислава Жолкевского.

## Состав армий
Коронные войска в количестве около 6800 человек (5556 из которых составляли «крылатые» гусары) под командованием польного гетмана коронного Станислава Жолкевского одержали победу над численно превосходящими (около 30 тысяч человек; части под командованием Дмитрия Ивановича Шуйского, Андрея Васильевича Голицына и Данилы Ивановича Мезецкого и 5000 наёмников из корпуса Делагарди: шведов, финнов, фламандцев, французов, немцев, англичан и шотландцев) русско-шведскими силами.
Учитывая соединения, не принимавшие участия в битве (стояли в резерве или опоздали), общая численность коронных войск составила 12 400 человек, против 48 000 русских и шведских. Коронные войска имели 2 лёгкие пушки, русско-шведские — 11 (по другим данным, 18) разного калибра.

## Накануне сражения
В июне 1610 году русско-шведская армия, освободившая Москву от осады Лжедмитрием II, выступила на помощь осаждённому Смоленску. Со своей стороны, Сигизмунд III, не снимая осады Смоленска, направил навстречу ей отряд под командованием Жолкевского.
Командующий русскими войсками Дмитрий Иванович Шуйский пытался перенять тактику своего предшественника — князя Михаила Васильевича Скопина-Шуйского. Тактика эта состояла в том, чтоб окружать коронные войска деревянными крепостями — острожками, что мешало противнику использовать основное преимущество — кавалерию. Русский авангард под командованием воеводы Григория Валуева и князя Фёдора Елецкого построил острожек у Царёва-Займища. Однако Жолкевский успел окружить 8-тысячный отряд Валуева и Елецкого, которые после упорного сражения 24 июня отступили за стены острога и приступили к его обороне. 3 июля основная армия, двигавшаяся теперь уже на выручку Валуеву и соединение с ним, подошли к селению Клушину, недалеко от Царева-Займища, и заночевали там. Союзные полководцы — Дмитрий Шуйский, Якоб Делагарди и Эверт Горн — рассчитывали на следующий день атаковать Жолкевского и соединиться с Валуевым. Зная о небольших силах гетмана, они были уверены в победе. Вечером накануне битвы Делагарди хвалился перед Шуйским, что одарит пленного Жолкевского собольей шубой, в память о том, что сам Жолкевский, взяв ранее в плен Делагарди, подарил ему рысью шубу.
Жолкевский к этому времени уже знал о подходе русско-шведских сил от двух немецких перебежчиков. Перебежчики сообщили, что шведские наёмники крайне недовольны, так как до сих пор не получили жалованья (Делагарди задержал выплату, так как рассчитывал расплатиться после сражения, а долю убитых оставить себе). Они также сообщили о готовности наёмников перейти на сторону гетмана. Одного из них Жолкевский послал с письмом к солдатам Эверта Горна. Однако положение польско-литовских войск до последнего момента оставалось затруднительным. Созванный Жолкевским военный совет не смог прийти к определённому решению: одинаково опасным казалось и ждать врага под Валуевым, и идти навстречу с недостаточными силами, оставляя в тылу крепость с гарнизоном. Жолкевский, однако, составил смелый и рискованный план, решив неожиданным ночным ударом разгромить превосходящие силы противника.

## Выступление Жолкевского

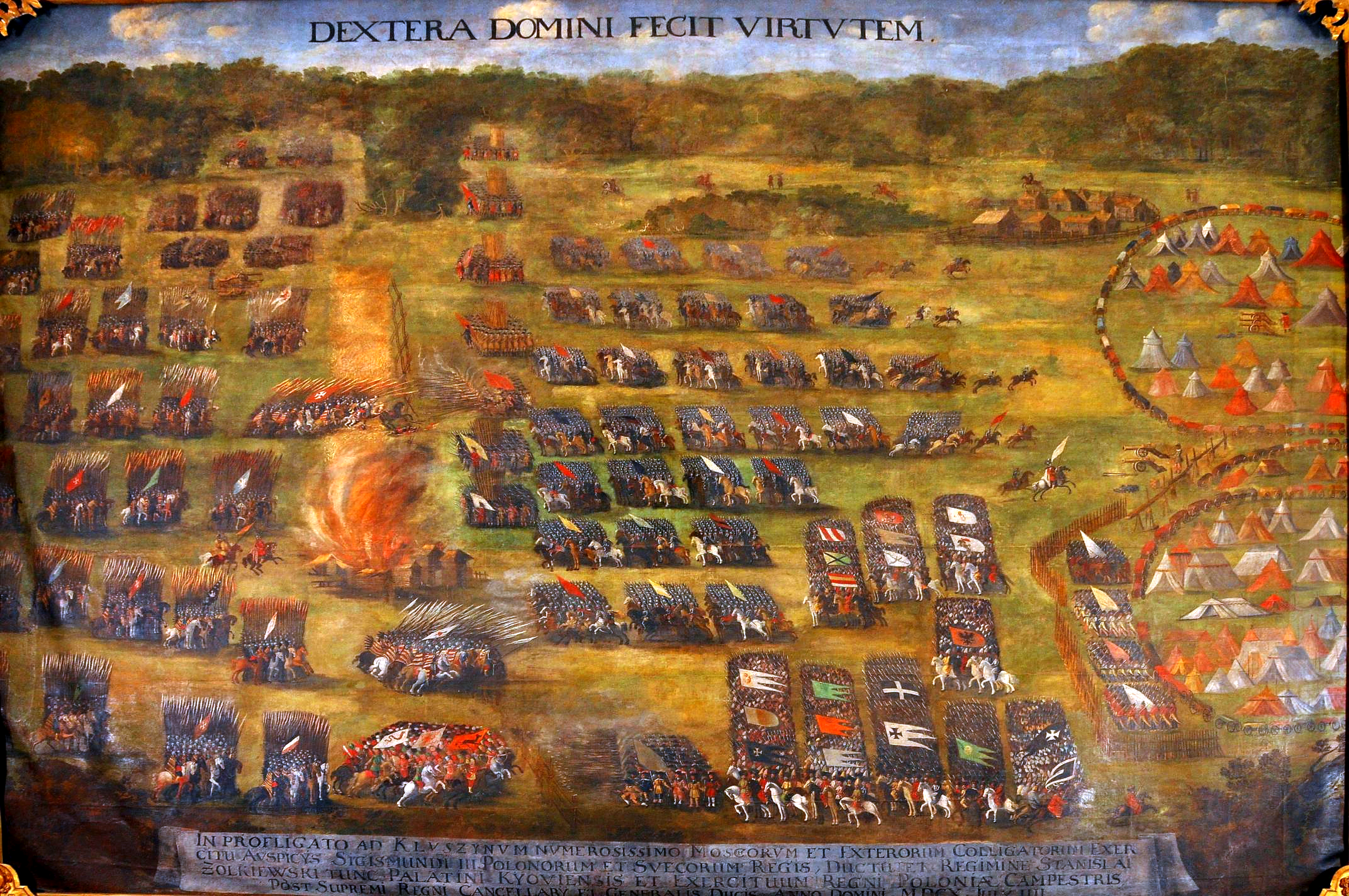
Шимон Богушович. Битва при Клушине. До 1620. Львовская картинная галерея

В ночь на 4 июля Жолкевский неожиданно поднял войско и в полной тишине, без барабанного боя и музыки, двинул его на врага, оставив у острожка Валуева заслон из пехоты и запорожских казаков. Переход сквозь густые леса оказался чрезвычайно труден, артиллерия (два лёгких фальконета) застряла в болоте. На рассвете коронный авангард неожиданно появился перед русско-шведским лагерем. Однако войско Жолкевского сильно растянулось на плохих дорогах, и прошло более часа, прежде чем оно сосредоточилось, что спасло Шуйского от молниеносного разгрома.

## Начало битвы

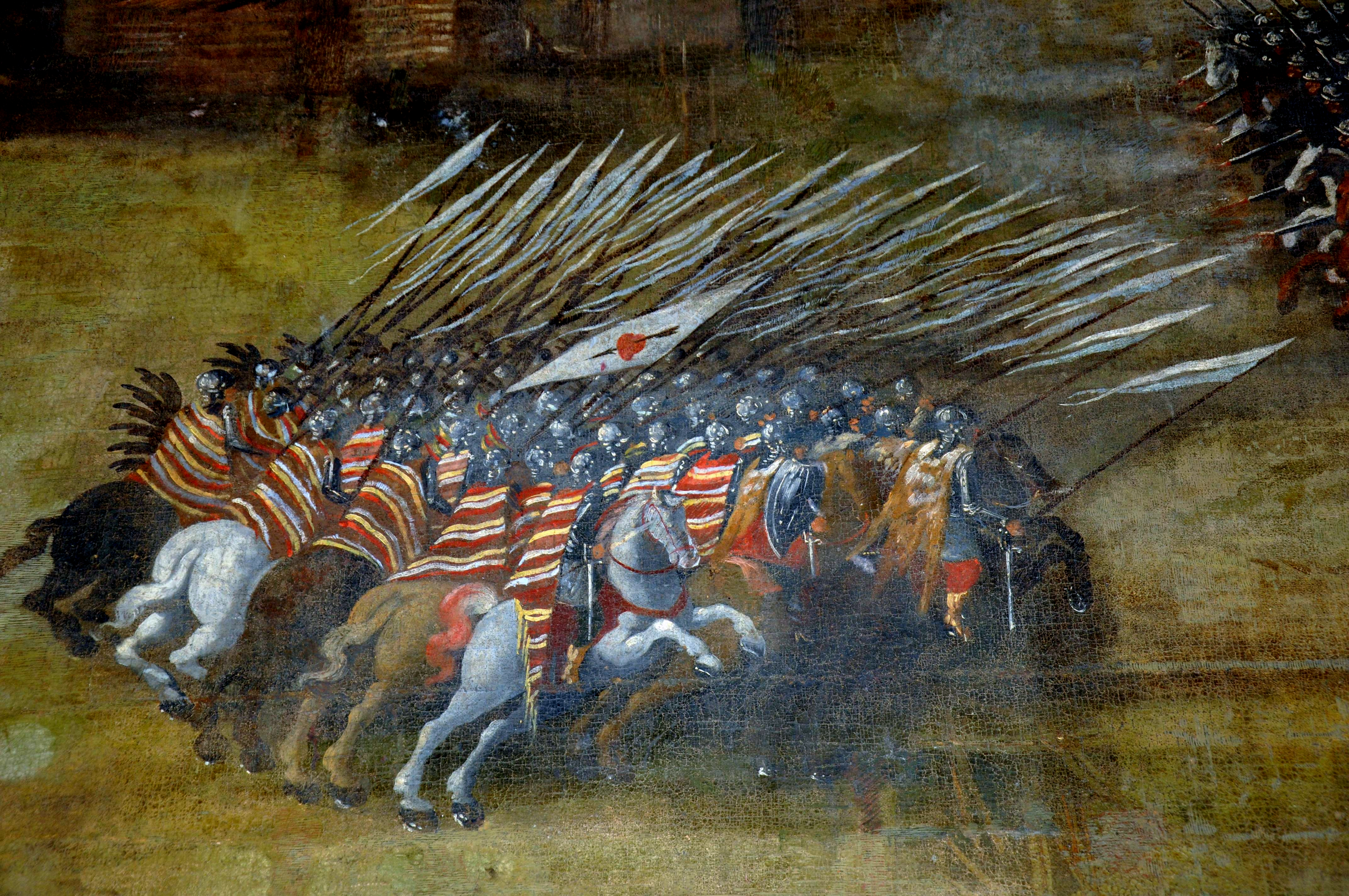
Атака хоругви крылатых гусар в битве при Клушине. Картина Шимона Богушовича (1610).

Битва началась ещё до восхода. Наёмники Делагарди построились у плетней, перегораживавших поле боя, и оказывали упорное сопротивление в течение 3 часов. Гусар Самуил Маскевич вспоминал, что Жолкевский посылал эскадроны в атаку от 8 до 10 раз, в то время как обычно всё решал первый же натиск крылатых гусар. Долгое время исход борьбы наёмников и гусар был неясен. С другой стороны, большая часть русских полков не выдержала уже первой атаки кавалерии Жолкевского и бежала, ища укрытия в лесу. Был ранен передовой воевода Василий Бутурлин. Андрей Голицын бежал, но позже с несколькими сотнями воинов в объезд вернулся к Дмитрию Шуйскому. Между тем, к передовым отрядам Жолкевского подоспели их пушки и немногочисленная пехота, огнём и решительной атакой опрокинувшие пеших наёмников. Шведы бежали частью к лагерю, частью к лесу. Они попытались предпринять контратаку с помощью конных мушкетёров Де Лавиля (в основном французов); но прежде, чем последние успели перестроиться и перезарядить оружие после первого залпа, на них обрушились гусары с холодным оружием — и мушкетёры бежали в лес, а гусары, преследуя их, даже проскакали сквозь русский лагерь. Шуйский с 5000 стрельцов и ратных людей и 18 пушками засел в обозе в деревне, проявляя полную пассивность.

## Измена наёмников и отступление русских

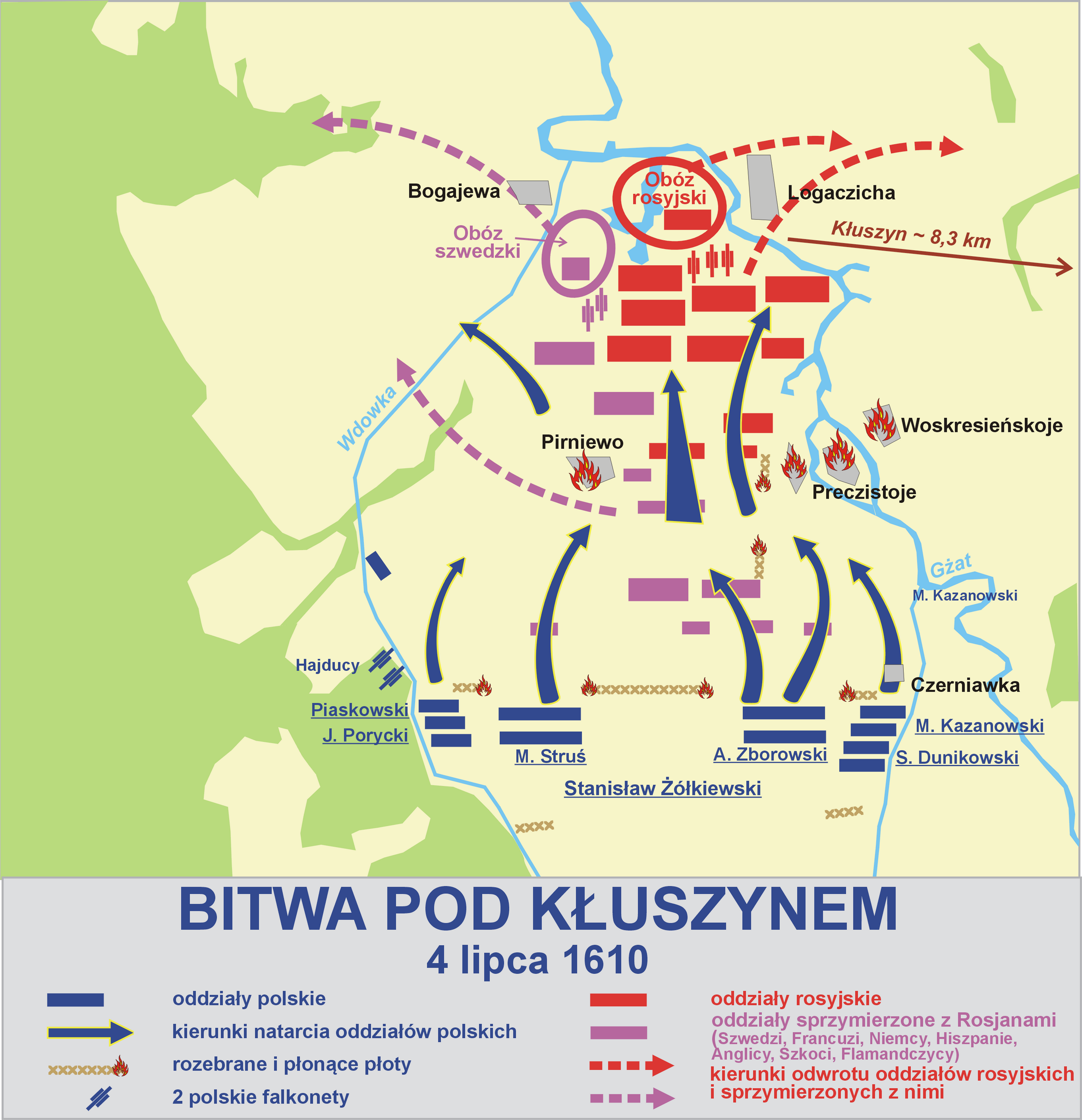
План битвы под Клушином

Остатки армии Делагарди числом около 3000 оказались зажаты на правом фланге около леса. Большая часть войска была разгромлена и отступила, меньшая часть с Дмитрием Шуйским засела в деревне и не проявляла активности, старшие офицеры отсутствовали. В этой ситуации шведские наёмники (в основном шотландцы и французы) начали переговоры с Жолкевским. Часть перешла на сторону Речи Посполитой, остальным предложили свободный проход за обещание больше не воевать против Сигизмунда III в Русском царстве. Шуйский спешно послал к Делагарди, который сам хотел объявить заключённый договор недействительным, и к Эверту Горну Гаврилу Пушкина с увещеваниями и обещаниями, но те сами ничего не могли сделать: при попытке навести дисциплину они встретились с откровенным бунтом солдат. Они начали спешно раздавать деньги шведам, но шотландские и французские наёмники, возмущённые, что до них не дошла очередь, разграбили его повозки, а затем стали грабить и русский обоз. В конце концов Делагарди заключил соглашение с Жолкевским, получив от него право свободного прохода на условиях нейтралитета. Видя уход шведов, русские отступили — Шуйский велел разбросать по лагерю меха и драгоценности, чтобы этим задержать поляков. Сам он убыл первым, причём, увязнув в болоте, бросил своего коня и прибыл в Можайск на крестьянской лошади. Войско коронное, по словам Маскевича, «милостию Божией» преследовало русских 2 или 3 немецких мили (то есть 14—20 км). Русский обоз, казна, артиллерия, знамёна, наконец, весь личный багаж полководцев, включая саблю и воеводскую булаву Шуйского, достались войску Жолкевского. «Когда мы шли в Клушино, — писал Жолкевский в донесении королю, — у нас была только одна моя коляска и фургоны двух наших пушек; при возвращении у нас было больше телег, чем солдат под ружьём».

## Итоги
Остатки русской армии разбежались, и она фактически перестала существовать. Армия Жолкевского усилилась тремя тысячами бывших наёмников Делагарди, перешедших на службу к Сигизмунду III, и восьмитысячным войском Валуева. Вскоре в Москве был свергнут царь Василий Шуйский и образовано боярское правительство Семибоярщина, которое провело Земской Собор на Сухаревом поле, где избрали королевича Владислава русским царём, так как его отец был варягом, шведом по происхождению, ставшим выбранным польским королём (и даже бывший одновременно при этом определённый период времени королём Швеции), а прабабушка королевича — Ульяна (Юлиания) Александровна, была дочерью Великого князя Тверского Александра Михаила Рюриковича.
Французский наёмник Жак Маржерет, автор книги «Состояние Российской державы и Великого княжества Московского» (Париж, 1607), принимал участие в битве на стороне гетмана Жолкевского. В составе королевского полка князя Януша Поруцкого принимал участие в битве литовский шляхтич Самуил Маскевич, что нашло своё последующее отражение в его мемуарах.
Смоленск продержался ещё год и был взят 3 июня 1611 после 20-месячной осады.